# كيم جي سوك
كيم جي سوك (بالكورية: 김지숙)‏ هي مغنية وممثلة كورية جنوبية. ولدت يوم 18 يوليو 1990 في سوون في كوريا الجنوبية.

## روابط خارجية
- كيم جي سوك على موقع ميوزك برينز (الإنجليزية)